# Xã Pillsbury, Quận Swift, Minnesota
Xã Pillsbury (tiếng Anh: Pillsbury Township) là một xã thuộc quận Swift, tiểu bang Minnesota, Hoa Kỳ. Năm 2010, dân số của xã này là 254 người.